# Baj-tajgai járás

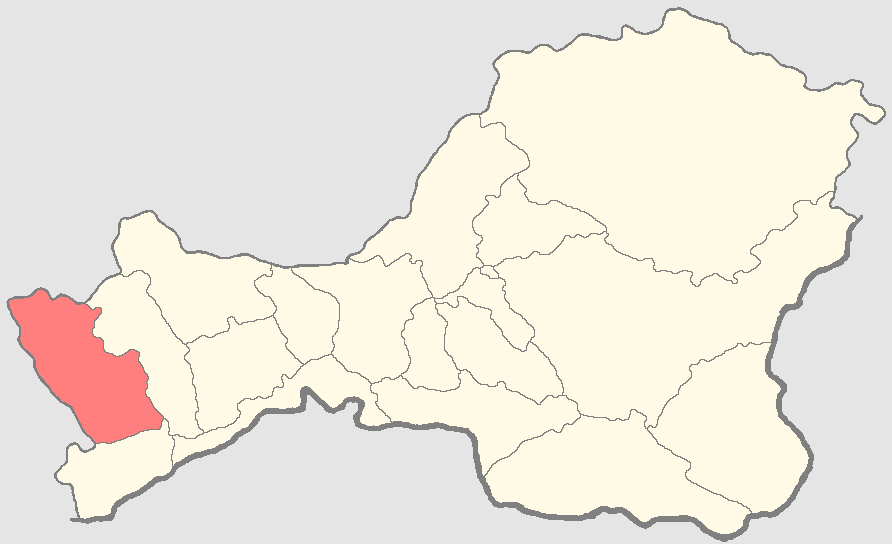
A Baj-tajgai járás a Tuva Köztársaságban

A Baj-tajgai járás (oroszul Бай-Тайгинский кожуун, tuvai nyelven Бай-Тайгa кожуун) Oroszország egyik járása a Tuvai Köztársaságban. Székhelye Teeli.

## Népesség
- 1989-ben 13 401 lakosa volt.
- 2002-ben 12 321 lakosa volt.
- 2010-ben 10 805 lakosa volt.